# AJ Tracey
Ché Wolton Grant plus connu sous le nom d'AJ Tracey, né le 4 mars 1994 à Londres, est un rappeur, chanteur, auteur-compositeur et producteur de disques britannique indépendant. Il est originaire de Ladbroke Grove, dans l'West London. Tracey a gagné en popularité en 2016 et est cité par The Guardian dans une liste des « meilleurs nouveaux artistes à voir dans les festivals en 2016 ».
Le premier EP grand public de Tracey, Secure the Bag ! sorti en 2017, est entré dans le classement britannique des albums à la treizième place. En 2018, Tracey a sorti le single Butterflies en collaboration avec le rappeur britannique Not3s, qui lui a permis de se faire connaître en se classant dans le top 20 du UK Singles Chart. Son premier album éponyme, sorti indépendamment en 2019, a été salué par la critique et s'est classé à la troisième place du UK Albums Chart. Il contient son single le plus populaire en tant qu'artiste solo, Ladbroke Grove, qui s'est classé à la troisième place du UK Singles Chart et a été certifié disque de platine par le BPI.
AJ Tracey a sorti des musiques en collaborations avec des artistes tels que : Aitch (en), Big Zuu, Dave, D-Block Europe, Digga D, Giggs (rappeur) (en), Mabel, Mahalia, MoStack, Skepta pour ne nommer que.

## Biographie

### Jeunesse
AJ Tracey est né à Brixton et a grandi à Ladbroke Grove. Le père de Grant, d'origine afro-trinidadienne, est un ancien rappeur, et sa mère galloise est une ancienne DJ de la jungle. Sa mère lui a donné le nom du révolutionnaire Che Guevara .
Selon les paroles de son morceau Spirit Bomb et de nombreuses autres textes de chansons dont il est l'auteur, AJ Tracey avait l'habitude de vendre des drogues illicites pour gagner rapidement de l'argent. Il a également utilisé des armes lors de guerres de territoire dans sa jeunesse .
Selon les dires de son morceau Perfect Storm, AJ Tracey grandi dans la pauvreté en vivant avec sa mère célibataire. À une époque, l'uniforme d'AJ Tracey était déchiré et il devait porter les chaussettes de sa mère parce qu'elle n'avait pas toujours les moyens d'acheter des vêtements pour lui et son demi-frère. Dans la chanson, il mentionne également que son frère à une mère différente, mais qu'ils ont le même père, et que ce dernier ne l'a pas aidé à s'occuper de lui. Il n'est pas précisé si son père versait ou non une pension alimentaire. Son père ne l'a pas aidé à s'occuper de lui.
Il fait du rap depuis l'âge de quatre ans. Il a été scolarisé à l'école primaire de Middle Row, puis à la Holland Park School. Il a abandonné ses études de criminologie à la London Metropolitan University pour se consacrer à sa carrière musicale. Il est un fervent supporter de Tottenham Hotspur .

### Carrière

#### Émergence et EP (2011-2016)
Sous les pseudonymes Looney et Loonz, Tracey a commencé à partager sa musique en ligne dès juin 2011. Un de ses premiers comptes SoundCloud, Looney Tell 'Em, proposait onze titres, tous disponibles en téléchargement gratuit. Parmi eux figuraient quatre morceaux issus de son EP grime The Dungeon, réalisés sur des instrumentaux non exclusifs de Spooky et Rude Kid, ainsi que deux titres extraits de Didn't Make the Cut, initialement prévus pour sa mixtape hip-hop Fuck a Fairytale.
Sa première mixtape, intitulée Didn't Make the Cut, est sortie le 13 septembre 2012. Ce projet, composé de 21 morceaux mêlant rap et grime britanniques, contenait des freestyles et des chansons que Tracey décrivait comme "les morceaux qui n'ont pas été retenus pour ma mixtape actuelle". La mixtape devait originellement s'appeler Scirocco Musik, un titre encore visible sur son visuel.
En août 2013, son collectif My Team Paid a annoncé un projet de mixtape commune du même nom. Bien qu'un single, Clouded Skies, ait été publié, la mixtape a finalement été abandonnée.
Le 30 août 2014, Tracey a sorti sa deuxième mixtape, No More Looney, sur la plateforme DatPiff. Composée de 33 titres, elle mettait en avant plusieurs collaborations avec des membres de My Team Paid, dont Big Zuu, Jay Amo, Wax et Sketch.
Tracey a attiré l'attention pour la première fois grâce à ses apparitions sur des radios pirates et à la sortie de son premier EP, The Front, au milieu de l'année 2015 ,. En décembre 2015, il a publié son deuxième EP, Alex Moran, qui comprenait des morceaux très appréciés comme Spirit Bomb et Naila,,,. La DJ de BBC Radio 1Xtra, Sian Anderson, a également diffusé abondamment Swerve and Skid dans son émission en 2015, faisant de cette chanson son premier titre à passer sur une radio commerciale.
Pendant cette période, Tracey enregistre également un EP trap intitulé Rain ,, qui n’a cependant jamais été publié. En 2016, en tant que supporter de Tottenham Hotspur, il est apparu dans du contenu promotionnel pour la couverture de la Premier League par Sky Sports. La même année, il collabore avec Dave pour remixer Pied Piper de Ruff Sqwad, donnant naissance au titre très bien reçu Thiago Silva ,.

#### Secure the Bag!et album éponyme (2017-2020)

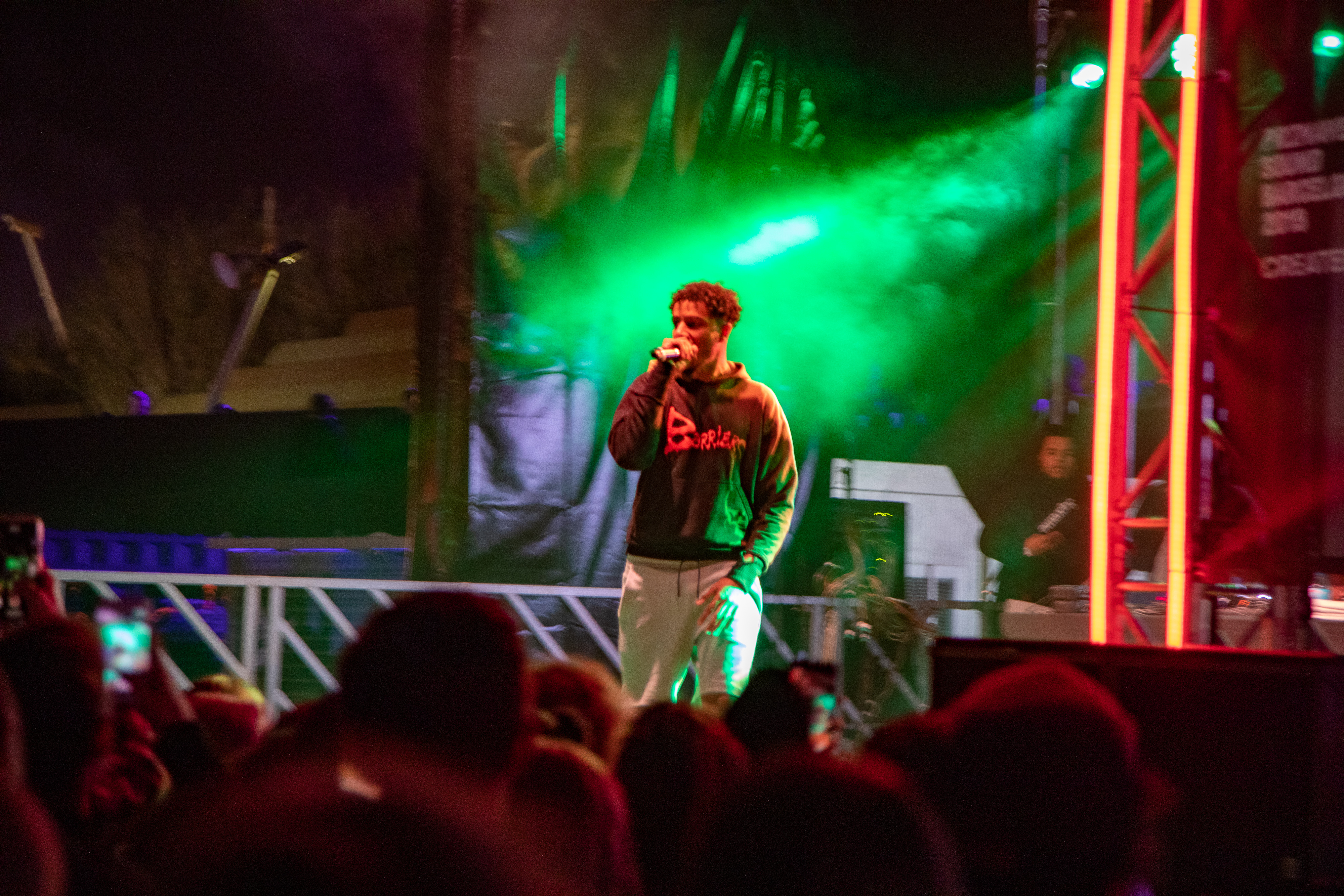
Tracey en concert en 2019

En octobre 2017, Tracey a sorti son cinquième EP, Secure the Bag!. Cette même année, il a également commencé à produire des morceaux. Il a fait ses débuts en tant que producteur avec LA4AWEEK, coproduit avec Nyge et publié en avril 2017. Par la suite, il a produit Tell Man Twice pour son collègue de label Big Zuu, un titre sorti en août 2017.
Au début de l'année 2018, AJ Tracey a posé comme mannequin pour la ligne de vêtements OVO. En mai 2018, il a sorti le single Butterflies en collaboration avec Not3s, marquant un tournant commercial dans sa carrière. La chanson a atteint la 19ᵉ place du UK Singles Chart. Ce succès a été suivi par Lo(v/s)er, qui s'est classé 38ᵉ.
Tracey a également participé à l'album de Craig David, The Time Is Now, en collaborant sur le morceau Somebody Like Me. En juillet 2019, le rappeur suédois Z.E a sorti son deuxième album, Mer än rap (Plus que du rap), certifié platine, où Tracey a été invité sur le morceau éponyme More Than Rap.
Le 21 novembre 2018, AJ Tracey a annoncé la précommande de son premier album éponyme, sorti le 8 février 2019. Le single principal, Doing It, a été rendu disponible en streaming et en version numérique le même jour,. Quatre autres singles ont été publiés pour promouvoir l'album : Butterflies avec Not3s, Psych Out!, Necklace avec Jay Critch et Ladbroke Grove.
L'album AJ Tracey a débuté à la troisième place du UK Albums Chart et a été certifié Argent par la British Phonographic Industry. Parmi les titres, Ladbroke Grove est devenu le single le plus populaire de Tracey, atteignant la troisième place du UK Singles Chart,.
En 2018, AJ Tracey fait partie de la liste Forbes des 30 personnes les plus riches de moins de 30 ans, également appelée Forbes 30 Under 30 .
Le 10 octobre 2019, AJ Tracey a annoncé la sortie d'une édition deluxe de son album, incluant cinq nouvelles chansons et quelques surprises. Cette version a été publiée le 25 octobre. Le 14 février 2020, il a annoncé une tournée australienne, débutant à Adélaïde le 24 avril, mais celle-ci a été reportée en raison de la pandémie de COVID-19.

#### Secure the Bag! 2etFlu Game(depuis 2020)
Le 6 octobre 2020, AJ Tracey a dévoilé sur Twitter la liste des titres de son sixième EP, Secure the Bag! 2, qui est sorti par la suite le 27 novembre 2020,. Cet EP a débuté à la 75ᵉ place du UK Albums Chart.
Le 4 février 2021, AJ Tracey collabore avec Digga D sur le titre Bringing It Back. La chanson a atteint la première place de l'Official Trending Chart au Royaume-Uni et a débuté à la cinquième position du UK Singles Chart.
Le 16 avril 2021, AJ Tracey a sorti son deuxième album studio intitulé Flu Game. Cet album inclut plusieurs singles, notamment Dinner Guest, West Ten, Anxious et Bringing It Back. Cinq heures avant la sortie de l'album, il a dévoilé le single Little More Love, accompagné d’un clip vidéo publié sur YouTube,.
Le 26 août 2021, Tracey collabore avec Gorillaz sur le morceau Jimmy Jimmy de l'EP Meanwhile.
En 2023, AJ Tracey reçoit le Brits Billion Award décerné par la British Phonographic Industry, récompensant plus d'un milliard de streams accumulés au Royaume-Uni au cours de sa carrière. Cette même année, il a sorti le quatrième volet de la série Wifey Riddim, marquant son premier titre en tant qu’artiste principal depuis 2022.
En 2023, AJ Tracey a lancé "The AJ Tracey Fund", une bourse destinée à récompenser les étudiants de minorités ethniques doués sur le plan académique tout au long de leur parcours à l'Université d'Oxford. La bourse couvre les dépenses liées au processus de candidature, aux admissions et autres. Il s'est engagé à verser 40 000 livres sterling par an au "AJ Tracey Fund". Il a également déclaré que la raison pour laquelle il l'a fait était de remédier à la "sous-représentation historique" à l'université, en travaillant avec le St Peter's College pour fournir une aide financière et des sessions de mentorat guidées .

## Prises de positions politiques
En juin 2017, Tracey a soutenu le leader du Parti travailliste Jeremy Corbyn lors des élections générales britanniques de 2017. Dans une vidéo de campagne du Parti travailliste, il déclare : « Le Parti travailliste soutient fermement les jeunes pour qu'ils poursuivent leurs rêves et donnent une chance aux gens ». Il ajoute : « À mon avis, nous avons besoin d'un gouvernement travailliste pour donner aux jeunes un espoir, une chance pour leur avenir et je crois sincèrement que Corbyn est l'homme qu'il faut pour le faire ».
Dans une interview accordée à The Observer en octobre 2019, Tracey fait part de ses inquiétudes concernant le changement climatique et déclare : « Si je dois voter pour quelqu'un maintenant, c'est pour le Parti vert. » 

## Discographie
- AJ Tracey (2019)
- Flue game (2021)